# Scorpion Aerobatic Team
Die Grupa Akrobacyjna Skorpion (Scorpion Aerobatic Team) ist ein Kunstflugdemonstrationsteam der Heeresflieger der polnischen Landstreitkräfte. Sie fliegen vier Mil Mi-24-Hubschrauber. Es ist eines der wenigen Hubschrauberkunstflug-Teams der Welt und wurde im Jahr 1999 vom 49. Kampfhubschrauber-Regiment in Pruszcz Gdański gegründet. Seinen ersten Auftritt hatte das Team im Jahr 1999 in Pruszcz Gdański. Kurz danach folgte der erste Auftritt bei der Internationalen Radom Air Show im Jahr 1999.
Derzeit ist das Team suspendiert, weil einige seiner Piloten im Einsatz in Afghanistan sind. Die Scorpions sind eines von zwei Kunstflugteams der Welt, die Mi-24 fliegen.